# Theodamas
Theodamas (altgriechisch Θεοδάμας Theodámas) oder Theiodamas (altgriechisch Θειοδάμας Theiodámas) ist der Name eines Giganten aus der griechischen Mythologie.
Hyginus zählt ihn in der Praefatio zu seinen Fabulae in der Liste der Giganten als Sohn der Gaia und des Tartaros auf.